# Derren Brown

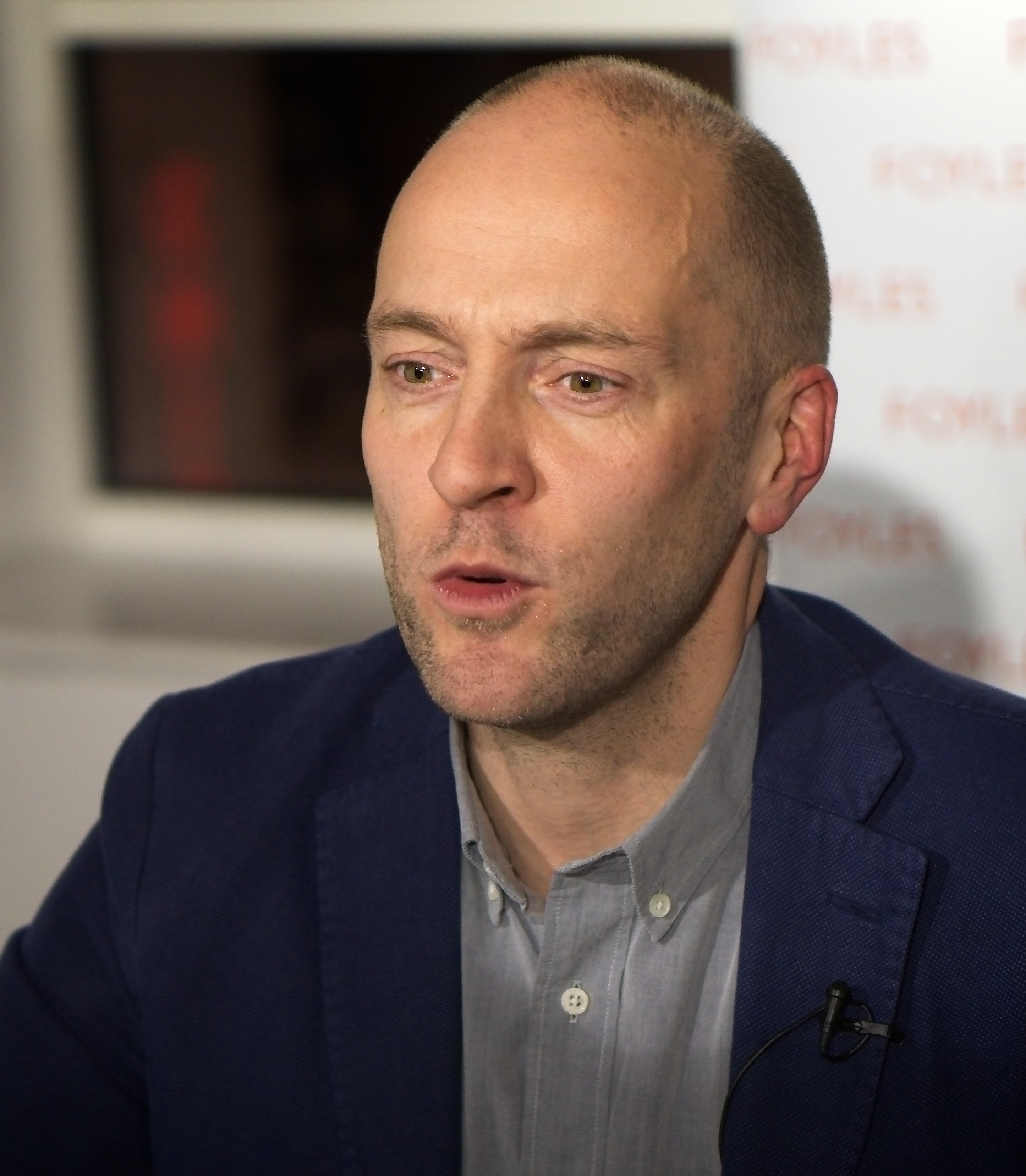
Derren Brown (2018)

Derren Victor Brown (* 27. Februar 1971 in Croydon) ist ein britischer Zauberkünstler, Mentalist und Maler. Mit seiner Fernsehshow Mind Control auf dem britischen Sender Channel 4 erlangte er weltweiten Ruhm.

## Karriere
Brown erklärt in jeder seiner Fernsehsendungen, dass seine Tricks auf einer Mischung aus Zauberkunst, Suggestion, Psychologie, Irreführung und geschickter Präsentation basieren (“I mix magic, suggestion, psychology, misdirection and showmanship”). Brown verwendet nach eigener Aussage diese Mischung verschiedener Techniken, um die Gedanken seiner Mitmenschen zu manipulieren, ihre Gedanken zu erahnen oder zu beeinflussen.
So zeigt er sich in seinen Sendungen zum Beispiel in der Lage, einen ungültigen Wettschein gegen bares Geld einzulösen, mit bloßem Papier zu bezahlen oder einen wildfremden Mann dazu zu veranlassen, ihm ohne Widerwillen seine Wertgegenstände auszuhändigen. In einem Stunt, der 2003 im britischen Fernsehen übertragen wurde, spielte Brown Russisches Roulette. Dabei lenkte und/oder las er die Gedanken eines Freiwilligen, um bestimmen zu können, in welche Kammer dieser die Patrone gesteckt hat.
In der Serie The Experiments (2011) widmet Brown sich verschiedenen Möglichkeiten, Menschen zu manipulieren. So schafft er es etwa, einige Geschäftsleute so zu beeinflussen, dass sie am Ende dazu bereit sind, einen bewaffneten Überfall zu begehen. In der Folge The Assassin geht es sogar darum, ob man jemanden durch Suggestion zum Mörder werden lassen kann.
Brown ist in Bezug auf paranormale Phänomene und Erklärungen enorm skeptisch. Das thematisiert er insbesondere im Fernsehspecial Derren Brown: Messiah aus dem Jahr 2005. In dieser Dokumentation will er nachweisen, wie sich Menschen mit scheinbar übernatürlichen Kräften ebenfalls psychologisch erklärbarer Tricks und Manipulationen bedienen. Dazu bereist Brown die USA und beschäftigt sich mit Ausprägungen von New Age Esoterik, US-amerikanischem Evangelikalismus, Telepathie, UFO-Sichtungen und Spiritismus.
Neben seiner Arbeit fürs Fernsehen tritt Brown seit 2003 regelmäßig in Live-Shows auf. Er ist Autor von mehreren Büchern, die sich mit Zauberkunst und Manipulation beschäftigen. In Confessions of a Conjurer (2011) schreibt Brown zusätzlich auch über sein Leben und Werdegang.
Brown war für einen Cameo-Auftritt in der ersten Folge der dritten Staffel in der britischen Fernsehserie Sherlock zu sehen.
2018 startete eine Show von Derren Brown auf dem Streaming-Dienst Netflix. Zahlreiche Folgen dieser neuen Show sind thematisch und inhaltlich den britischen Original-Specials nachempfunden.

## Werk

### Fernsehshows
- Mind Control (2000–03)
- Trick of the Mind (2004–06)
- Trick or Treat (2007–08)
- Mind Control with Derren Brown (2007)
- Derren Brown: The Events (2009)
- Derren Brown Investigates (2010)
- Derren Brown: The Experiments (2011)

### Fernsehspecials
- Derren Brown Plays Russian Roulette Live (2003)
- Derren Brown: Séance (2004)
- Derren Brown: Messiah (2005)
- Derren Brown: The Gathering (2005)
- Derren Brown: The Heist (2006)
- Derren Brown: The System (2008)
- Derren Brown: Hero at 30,000 Feet (2010)
- Derren Brown: Miracles for Sale (2011)
- Derren Brown: Apocalypse (2012)
- Derren Brown: Fear and Faith (2012)
- Derren Brown: The Great Art Robbery (2013)
- Derren Brown: The Push (2018)
- Derren Brown: Sacrifice (2018)

### Bühnenprogramme
- Derren Brown Live (2003–2004)[8]
- Something Wicked This Way Comes (2005–2006)
- An Evening Of Wonders (2007–2008)
- Enigma (2009–2010)
- Svengali (2011–2012)
- Infamous (2013–2014)
- Miracle (2015–2016)

### Bücher
- Absolute Magic – A Model for Powerful Close-Up Performance (2000)
- Pure Effect – Direct Mindreading and Magical Artistry (2002)
- Tricks of the Mind (2007)
- Confessions of a Conjuror (2011)
- Happy: Why More or Less Everything is Absolutely Fine (2016)